# Municipio de Cheyenne (condado de Barton)
El municipio de Cheyenne (en inglés: Cheyenne Township) es un municipio ubicado en el condado de Barton en el estado estadounidense de Kansas. En el año 2010 tenía una población de 207 habitantes y una densidad poblacional de 1,11 personas por km².

## Geografía
El municipio de Cheyenne se encuentra ubicado en las coordenadas 38°31′10″N 98°38′26″O / 38.51944, -98.64056. Según la Oficina del Censo de los Estados Unidos, el municipio tiene una superficie total de 187.21 km², de la cual 178,62 km² corresponden a tierra firme y (4,59 %) 8,59 km² es agua.

## Demografía
Según el censo de 2010, había 207 personas residiendo en el municipio de Cheyenne. La densidad de población era de 1,11 hab./km². De los 207 habitantes, el municipio de Cheyenne estaba compuesto por el 99,03 % blancos y el 0,97 % eran de una mezcla de razas. Del total de la población el 0 % eran hispanos o latinos de cualquier raza.